# Цурин
Цурин (пол. Curyn) — село в Польщі, у гміні Вишниці Більського повіту Люблінського воєводства.
Населення — 188 осіб (2011).
У 1975-1998 роках село належало до Білопідляського воєводства.

## Демографія
Демографічна структура станом на 31 березня 2011 року:
|          | Загалом | Допрацездатний вік | Працездатний вік | Постпрацездатний вік |
| -------- | ------- | ------------------ | ---------------- | -------------------- |
| Чоловіки | 85      | 13                 | 64               | 8                    |
| Жінки    | 103     | 28                 | 54               | 21                   |
| Разом    | 188     | 41                 | 118              | 29                   |